# Coupe du monde de luge 2013-2014
Navigation
Édition précédente Édition suivante
La 37e édition de la Coupe du monde de luge se déroule entre le 16 novembre 2013 au 26 janvier 2014.
Organisée par la Fédération internationale de luge de course, cette compétition débute fin novembre 2013 par des épreuves organisées à Lillehammer en Norvège pour se terminer à Sigulda en Lettonie fin janvier 2014.

## Règlement
| Période / Place | 1   | 2  | 3  | 4  | 5  | 6  | 7  | 8  | 9  | 10 | 11 | 12 | 13 | 14 | 15 | 16 | 17 | 18 | 19 | 20 | 21 | 22 | 23 | 24 | 25 | 26 | 27 | 28 | 29 |
| --------------- | --- | -- | -- | -- | -- | -- | -- | -- | -- | -- | -- | -- | -- | -- | -- | -- | -- | -- | -- | -- | -- | -- | -- | -- | -- | -- | -- | -- | -- |
| 2014            | 100 | 85 | 70 | 60 | 55 | 50 | 46 | 42 | 39 | 36 | 34 | 32 | 30 | 28 | 26 | 25 | 24 | 23 | 22 | 21 | 20 | 19 | 18 | 17 | 16 | 15 | 14 | 13 | 12 |

## Classements généraux

### Hommes Individuel
| Pos. | Lugeur              | LIL | IGL | WIN | WHI | PAR | KON | OBE | ALT | SIG | Points |
| ---- | ------------------- | --- | --- | --- | --- | --- | --- | --- | --- | --- | ------ |
| 1    | Felix Loch          | 3   | 1   | 4   | 1   | 5   | 1   | 1   | 1   | -   | 685    |
| 2    | Armin Zöggeler      | 4   | 5   | 2   | 10  | 1   | 2   | 22  | 5   | 1   | 595    |
| 3    | Dominik Fischnaller | 1   | 3   | 5   | 3   | 4   | 4   | 10  | 28  | 3   | 534    |
| 4    | David Möller        | 2   | 2   | 3   | 4   | 6   | 6   | 5   | 4   | -   | 515    |
| 5    | Chris Mazdzer       | 14  | 4   | 15  | 2   | 2   | 21  | 18  | 9   | 7   | 412    |
| 6    | Andi Langenhan      | 13  | 9   | 11  | 5   | 15  | 8   | 2   | 3   | -   | 381    |
| 7    | Samuel Edney        | 20  | 6   | 6   | 6   | 8   | 5   | 20  | 6   | 10  | 375    |
| 8    | Wolfgang Kindl      | 5   | 11  | 21  | 14  | 3   | 19  | 7   | 13  | 11  | 339    |
| 9    | Gregory Carigiet    | 11  | 16  | 10  | 7   | 18  | 3   | 17  | 16  | 22  | 323    |
| 10   | Reinhard Egger      | 29  | 8   | 18  | 8   | 10  | 7   | 6   | 11  | 13  | 315    |

### Femmes Individuel
| Pos. | Lugeuse              | LIL | IGL | WIN | WHI | PAR | KON | OBE | ALT | SIG | Points |
| ---- | -------------------- | --- | --- | --- | --- | --- | --- | --- | --- | --- | ------ |
| 1    | Natalie Geisenberger | 1   | 1   | 1   | 1   | 1   | 1   | 2   | 1   | -   | 785    |
| 2    | Alex Gough           | 3   | 7   | 4   | 2   | 3   | 3   | 5   | 2   | 2   | 626    |
| 3    | Tatjana Hüfner       | 13  | 2   | 2   | 4   | 7   | 2   | 1   | 4   | -   | 551    |
| 4    | Anke Wischnewski     | 7   | 3   | 3   | 3   | 2   | 7   | 4   | 7   | -   | 493    |
| 5    | Dajana Eitberger     |     | 4   | 9   | 7   | 5   | 4   | 3   | 5   | 7   | 432    |
| 6    | Erin Hamlin          | 8   | 6   | 6   | 5   | 8   | 13  | 10  | 6   | 4   | 415    |
| 7    | Kate Hansen          | 12  | 23  | 7   | 6   | 4   | 15  | 12  | 21  | 1   | 384    |
| 8    | Tatiana Ivanova      | 2   | 11  | 5   | -   | -   | 11  | 6   | 8   | 5   | 355    |
| 9    | Kimberley McRae      | 18  | 24  | 10  | 11  | 10  | 5   | 14  | 3   | 6   | 349    |
| 10   | Sandra Gasparini     | 6   | 9   | 18  | 12  | 12  | 8   | 13  | 11  | 13  | 312    |

### Hommes Doubles
| Pos. | Lugeurs                                       | LIL | IGL | WIN | WHI | PAR | KON | OBE | ALT | SIG | Points |
| ---- | --------------------------------------------- | --- | --- | --- | --- | --- | --- | --- | --- | --- | ------ |
| 1    | Allemagne Tobias Wendl Tobias Arlt            | 1   | 2   | 1   | 1   | 1   | 1   | 2   | 1   | -   | 770    |
| 2    | Allemagne Toni Eggert Sascha Benecken         | 2   | 1   | -   | 2   | 3   | 2   | 1   | 2   | -   | 630    |
| 3    | Italie Christian Oberstolz Patrick Gruber     | 4   | 4   | 2   | 8   | 5   | 6   | 4   | 10  | 1   | 548    |
| 4    | Autriche Peter Penz Georg Fischler            | 9   | 3   | 3   | 3   | 6   | 4   | 5   | 3   | 4   | 544    |
| 5    | Italie Ludwig Rieder Patrick Rastner          | 11  | 6   | 3   | 7   | 4   | 7   | 6   | 6   | 7   | 452    |
| 6    | Autriche Andreas Linger Wolfgang Linger       | 3   | 5   | -   | 5   | 2   | -   | 14  | 5   | 3   | 438    |
| 7    | Canada Tristan Walker Justin Snith            | 19  | 12  | 5   | 4   | 8   | 3   | 8   | 8   | 8   | 407    |
| 8    | Russie Vladislav Yuzhakov Vladimir Makhnutin  | 5   | 9   | 7   | -   | -   | 10  | 3   | 4   | 2   | 391    |
| 9    | Lettonie Andris Sics Juris Sics               | 12  | 7   | 6   | 10  | 10  | 5   | 12  | 9   | 5   | 381    |
| 10   | États-Unis Matthew Mortensen Preston Griffall | 13  | 15  | 17  | 9   | 9   | -   | 11  | 16  | 13  | 267    |

### Relais
| Pos. | Equipe     | IGL | WIN | WHI | PAR | KON | ALT | Points |
| ---- | ---------- | --- | --- | --- | --- | --- | --- | ------ |
| 1    | Allemagne  | 1   | 9   | 1   | 1   | 1   | 3   | 509    |
| 2    | Canada     | 2   | -   | 2   | 4   | 2   | 2   | 400    |
| 3    | États-Unis | 4   | 2   | 4   | 2   | 5   | 6   | 395    |
| 4    | Italie     | 3   | 1   | 5   | 5   | 3   | -   | 350    |
| 5    | Lettonie   | 6   | 4   | 6   | 7   | 6   | 4   | 316    |
| 6    | Autriche   | 5   | 3   | 3   | 3   | -   | 9   | 304    |
| 7    | Russie     | -   | -   | 7   | 6   | 4   | 1   | 256    |
| 8    | Slovaquie  | 7   | -   | 8   | 8   | 7   | 5   | 231    |
| 9    | Tchéquie   | 9   | 7   | -   | 9   | 8   | 7   | 212    |
| 10   | Pologne    | 8   | 5   | 10  | 10  | 9   | -   | 208    |

## Calendrier et podiums
| 1. Lillehammer (16 au 17 novembre 2013) |                          |                             |                                |
| Épreuve                                 | Vainqueur                | Deuxième                    | Troisième                      |
| Hommes                                  | Dominik Fischnaller      | David Möller                | Felix Loch                     |
| Femmes                                  | Natalie Geisenberger     | Tatiana Ivanova             | Alex Gough                     |
| Doubles                                 | Tobias Wendl/Tobias Arlt | Toni Eggert/Sascha Benecken | Andreas Linger/Wolfgang Linger |

| 2. Igls (23 au 24 novembre 2013) |                                                             |                                                     |                                                                         |
| Épreuve                          | Vainqueur                                                   | Deuxième                                            | Troisième                                                               |
| Hommes                           | Felix Loch                                                  | David Möller                                        | Dominik Fischnaller                                                     |
| Femmes                           | Natalie Geisenberger                                        | Tatjana Hüfner                                      | Anke Wischnewski                                                        |
| Doubles                          | Toni Eggert/Sascha Benecken                                 | Tobias Wendl/Tobias Arlt                            | Peter Penz/Georg Fischler                                               |
| Relais                           | Natalie Geisenberger/Felix Loch/Toni Eggert/Sascha Benecken | Alex Gough/Samuel Edney/Tristan Walker/Justin Snith | Sandra Gasparini/Dominik Fischnaller/Christian Oberstolz/Patrick Gruber |

| 3. Winterberg (30 novembre au 1er décembre 2013) |                                                                         |                                                          |                                                          |
| Épreuve                                          | Vainqueur                                                               | Deuxième                                                 | Troisième                                                |
| Hommes                                           | Chris Eißler                                                            | Armin Zöggeler                                           | David Möller                                             |
| Femmes                                           | Natalie Geisenberger                                                    | Tatjana Hüfner                                           | Anke Wischnewski                                         |
| Doubles                                          | Tobias Wendl/Tobias Arlt                                                | Christian Oberstolz/Patrick Gruber                       | Ludwig Rieder/Patrick Rastner Peter Penz/Georg Fischler  |
| Relais                                           | Sandra Gasparini/Dominik Fischnaller/Christian Oberstolz/Patrick Gruber | Kate Hansen/Tucker West/Christian Niccum/Jayson Terdiman | Nina Reithmayer/Daniel Pfister/Peter Penz/Georg Fischler |

| 4. Whistler (6 au 7 décembre 2013) |                                                          |                                                     |                                                               |
| Épreuve                            | Vainqueur                                                | Deuxième                                            | Troisième                                                     |
| Hommes                             | Felix Loch                                               | Chris Mazdzer                                       | Dominik Fischnaller                                           |
| Femmes                             | Natalie Geisenberger                                     | Alex Gough                                          | Anke Wischnewski                                              |
| Doubles                            | Tobias Wendl/Tobias Arlt                                 | Toni Eggert/Sascha Benecken                         | Peter Penz/Georg Fischler                                     |
| Relais                             | Natalie Geisenberger/Felix Loch/Tobias Wendl/Tobias Arlt | Alex Gough/Samuel Edney/Tristan Walker/Justin Snith | Nina Reithmayer/Reinhard Egger/Andreas Linger/Wolfgang Linger |

| 5. Park City (13 au 14 décembre 2013) |                                                          |                                                              |                                                               |
| Épreuve                               | Vainqueur                                                | Deuxième                                                     | Troisième                                                     |
| Hommes                                | Armin Zöggeler                                           | Chris Mazdzer                                                | Wolfgang Kindl                                                |
| Femmes                                | Natalie Geisenberger                                     | Anke Wischnewski                                             | Alex Gough                                                    |
| Doubles                               | Tobias Wendl/Tobias Arlt                                 | Andreas Linger/Wolfgang Linger                               | Toni Eggert/Sascha Benecken                                   |
| Relais                                | Natalie Geisenberger/Felix Loch/Tobias Wendl/Tobias Arlt | Kate Hansen/Chris Mazdzer/Matthew Mortensen/Preston Griffall | Nina Reithmayer/Wolfgang Kindl/Andreas Linger/Wolfgang Linger |

| 6. Königssee (4 au 5 janvier 2014) |                                                          |                                                     |                                                               |
| Épreuve                            | Vainqueur                                                | Deuxième                                            | Troisième                                                     |
| Hommes                             | Felix Loch                                               | Armin Zöggeler                                      | Gregory Carigiet                                              |
| Femmes                             | Natalie Geisenberger                                     | Tatjana Hüfner                                      | Alex Gough                                                    |
| Doubles                            | Tobias Wendl/Tobias Arlt                                 | Toni Eggert/Sascha Benecken                         | Tristan Walker/Justin Snith                                   |
| Relais                             | Natalie Geisenberger/Felix Loch/Tobias Wendl/Tobias Arlt | Alex Gough/Samuel Edney/Tristan Walker/Justin Snith | Sandra Gasparini/Armin Zöggeler/Ludwig Rieder/Patrick Rastner |

| 7. Oberhof (11 au 12 janvier 2014) |                             |                          |                                       |
| Épreuve                            | Vainqueur                   | Deuxième                 | Troisième                             |
| Hommes                             | Felix Loch                  | Andi Langenhan           | Julian von Schleinitz                 |
| Femmes                             | Tatjana Hüfner              | Natalie Geisenberger     | Dajana Eitberger                      |
| Doubles                            | Toni Eggert/Sascha Benecken | Tobias Wendl/Tobias Arlt | Vladislav Yuzhakov/Vladimir Makhnutin |

| 8. Altenberg (18 au 19 janvier 2014) |                                                                        |                                                     |                                                          |
| Épreuve                              | Vainqueur                                                              | Deuxième                                            | Troisième                                                |
| Hommes                               | Felix Loch                                                             | Albert Demchenko                                    | Andi Langenhan                                           |
| Femmes                               | Natalie Geisenberger                                                   | Alex Gough                                          | Kimberley McRae                                          |
| Doubles                              | Tobias Wendl/Tobias Arlt                                               | Toni Eggert/Sascha Benecken                         | Peter Penz/Georg Fischler                                |
| Relais                               | Tatiana Ivanova/Albert Demchenko/Vladislav Yuzhakov/Vladimir Makhnutin | Alex Gough/Samuel Edney/Tristan Walker/Justin Snith | Natalie Geisenberger/Felix Loch/Tobias Wendl/Tobias Arlt |

| 9. Sigulda (25 au 26 janvier 2014) |                                    |                                       |                                |
| Épreuve                            | Vainqueur                          | Deuxième                              | Troisième                      |
| Hommes                             | Armin Zöggeler                     | Johannes Ludwig                       | Dominik Fischnaller            |
| Femmes                             | Kate Hansen                        | Alex Gough                            | Natalia Khoreva                |
| Doubles                            | Christian Oberstolz/Patrick Gruber | Vladislav Yuzhakov/Vladimir Makhnutin | Andreas Linger/Wolfgang Linger |